# Урочище «Чаща» (заказник)
Уро́чище «Ча́ща» — ландшафтний заказник місцевого значення в Україні. Розташоване в межах Коропського району Чернігівської області, на схід від села Карильське. 
Площа 159 га. Статус присвоєно згідно з рішенням Чернігівської обласної ради від 11.04.2000 року. Перебуває у віданні ДП «Борзнянське лісове господарство» (Коропське л-во, кв. 41-43). 
Статус присвоєно для збереження лісового масиву з насадженнями дуба і сосни. У домішку — вільха, береза. 